# Homenetmen Jerozolima
Homenetmen Jerozolima (hebr. ‏הומנטמן ירושלים‎, orm. Հայ Մարմնակրթական Ընդհանուր Երուսաղեմ, w skrócie Հ.Մ.Ը.Մ., tłumaczony jako "Ormiańskie Ogólne Stowarzyszenie Kultury Ciała") – izraelski klub piłkarski reprezentujący ormiańską społeczność z siedzibą w mieście Jerozolima, działający w latach 1941–1943. 

## Historia
Chronologia nazw:
- 1941: Homenetmen Jerozolima (hebr. הומנטמן ירושלים)
- 1943: klub rozwiązano

Klub piłkarski o nazwie Homenetmen został założony w Jerozolimie w 1941 roku przez lokalną społeczność ormiańską. Celem było stworzenie warunków do dobrego wychowania fizycznego dla młodzieży ormiańskiej. Nazwa jest skrótem oznaczającym – Wszechormiański Związek Kultury Fizycznej (orm. Հ.Մ.Ը.Մ. – abr. ho.men.et.men). W tamtym czasie w całej diasporze ormiańskiej w Europie, Azji i Ameryce powstawały kluby o tej samej nazwie.
W 1941 zespół startował w Pucharze Palestyny, pokonując 1:0 w rundzie pierwszej Hapoel Petach Tikwa, ale przegrywając 1:4 w 1/8 finału z Beitar Tel Awiw. W sezonie 1941/42 klub odniósł swój największy sukces na boisku piłkarskim. Po zdobyciu mistrzostwa w Lidze Jerozolimskiej, zakwalifikował się razem z Maccabi Tel Awiw i Maccabi Riszon le-Cijjon do turnieju finałowego o tytuł mistrza Palestyny. W pierwszym meczu zawodnicy Homenetmenu zremisowali 3:3 z Maccabi z Riszon le-Cijjon, ale później postanowił oddać walkowerem mecze z Maccabi Tel Awiw, po czym Homenetmen został ukarany walkowerem w pozostałych trzech meczach, wszystkie rozstrzygnięte wynikiem 0:3, kończąc rozgrywki na ostatnim 3. miejscu.
W 1943 roku występował w Pucharze Wojennym, gdzie odpadł z rozgrywek przegrywając na etapie półfinałowym regionu Jerozolimy po przegranej 0:5 z Hapoelem.
W 1943 roku klub został rozwiązany.

## Sukcesy

### Trofea międzynarodowe
Do chwili obecnej klub jeszcze nigdy nie zakwalifikował się do rozgrywek europejskich.

### Trofea krajowe
| \| \| Zdobyte trofea w rozgrywkach Izraela (stan na: 31-05-2024) \| |                                                            |      |            |
| Rozgrywki                                                           | Osiągnięcie                                                | Razy | Sezon(y)   |
| Mistrzostwo                                                         | I miejsce                                                  | 0    |            |
| Mistrzostwo                                                         | II miejsce                                                 | 0    |            |
| Mistrzostwo                                                         | III miejsce                                                | 1    | 1941/42    |
| Puchar                                                              | zdobywca                                                   | 0    |            |
| Puchar                                                              | finalista                                                  | 0    | 1/8 finału |
| Puchar                                                              | 1                                                          | 1941 |            |
| II liga                                                             | I miejsce                                                  | 0    |            |
| II liga                                                             | II miejsce                                                 | 0    |            |
| II liga                                                             | III miejsce                                                | 0    |            |
| Izrael                                                              | Zdobyte trofea w rozgrywkach Izraela (stan na: 31-05-2024) |      |            |

## Poszczególne sezony

### Rozgrywki międzynarodowe

#### Europejskie puchary
Nie uczestniczył w rozgrywkach europejskich.

### Rozgrywki krajowe
| \| Izrael \| Bilans występów klubu w rozgrywkach piłkarskich Izraela (Stan na 31 maja 2025 r.) \| \| |                                                                                   |        |       |   |   |   |    |    |     |           |        |        |      |
| Poziom                                                                                               | Rozgrywki                                                                         | Sezony | Mecze | Z | R | P | B+ | B– | Pkt | Lata      | Awanse | Spadki | Naj. |
| I | Ligat ha’Al / Palestin Liga                                                       | 1      |       |   |   |   |    |    |     | 1941/42   | 0      | 0      | 3    |
| II                                                                                                   | Liga Leumit                                                                       | 0      |       |   |   |   |    |    |     |           | 0      | 0      |      |
| III                                                                                                  | Liga Alef                                                                         | 0      |       |   |   |   |    |    |     |           | 0      | 0      |      |
| | Puchar Izraela                                                                    | 2      |       |   |   |   |    |    |     | 1941–1943 | 0      | 0      | 1/8  |
| Izrael                                                                                               | Bilans występów klubu w rozgrywkach piłkarskich Izraela (Stan na 31 maja 2025 r.) |        |       |   |   |   |    |    |     |           |        |        |      |

## Kibice i rywalizacja z innymi klubami

### Derby
- Hapoel Jerozolima
- Maccabi Jerozolima
- Degel Zion Jerozolima
- Araks Jerozolima
- Hoyetchmen Club Jerozolima